# Joaquim Juncosa i Domadel
Joaquim Juncosa i Domadel (Cornudella de Montsant, Priorat, 1631 - Reus, Baix Camp, 1708) va ser un pintor català.

## Biografia
Va seguir la tradició familiar i era deixeble del seu pare, Joan Juncosa, al qual ajudà en la decoració de la cúpula de l'Ermita de la Mare de Déu de Misericòrdia de Reus. Començà pintant temes mitològics, alguns dels quals va fer per encàrrec del marquès de la Guàrdia, per a Càller.
El 1660 ingressà a l'orde cartoixà a Escaladei, on va decorar la sala capitular. Més endavant va traslladar-se a la Cartoixa de Montalegre, on va pintar la capella del sagrari i, de nou a Escaladei, va seguir pintant altres obres. El prior Jaume Cases l'envià a estudiar a Roma. El 1678 va ser enviat a Mallorca, castigat per la inquisició, i va pintar una sèrie de quadres a la Cartoixa de Valldemossa (fins al 1684). Topà una altra vegada amb el Sant Ofici en tornar a Escaladei. Cansat de la disciplina de l'orde, va marxar a Roma i va obtenir el perdó del papa a canvi de retirar-se a la vida eremítica. D'obra mal delimitada —hom li atribueix peces al Museu del Prado de Madrid, a l'Acadèmia de Belles Arts de Sant Jordi de Barcelona i al Museu de Vic— és considerat l'eix de l'anomenada escola d'Escaladei.
El seu cosí Josep Juncosa, pintor i eclesiàstic, decorà la capella de la Concepció a la catedral de Tarragona, a la capella de Sant Francesc de la qual també hi ha un quadre seu. Hom li ha atribuït els quadres de la capella del Sagrament a l'església de Santa Anna de Barcelona (destruïts el 1936). Hi ha obres que han estat atribuïdes alhora a ell i al seu cosí (Sant Pere i Sant Sebastià, al Museu de Reus).